# Aconurella koreana
Aconurella koreana är en insektsart som beskrevs av Matsumura 1915. Aconurella koreana ingår i släktet Aconurella och familjen dvärgstritar. Inga underarter finns listade i Catalogue of Life.